# Крња Југославија (СФРЈ)
Крња Југославија је назив за Социјалистичку Федеративну Републику Југославију (СФРЈ) у последњој фази њеног постојања од 8. октобра 1991. до 27. април 1992. године. Током овог периода федерална држава је још увек званично постојала, али су њени државни органи, након напуштања делегата из отцепљених република, функционисали у непотпуном, односном „крњем” саставу. 
Обухватала је територије Републике Србије, Социјалистичке Републике Црне Горе и Социјалистичке Републике Босне и Херцеговине (до марта 1992), као и оних територија у Републици Хрватској, које нису признавале независност ове републике (Република Српска Крајина). 

## Историјат
Након распада Савеза комуниста Југославије, на 14. ванредном конгресу у Београду, јануара 1990. у свим југословенским републикама су одржани вишестраначки парламентарни избори. Најпре у Словенији и Хрватској (април 1990), потом у Босни и Херцеговини и Македонији (новембар 1990) и на крају у Србији и Црној Гори (децембар 1990). У Словенији и Хрватској власт су преузеле до опозиционе партије, у Босни и Херцеговини власт је преузела коалиција националних партија, у Србији и Црној Гори реформисане комунистичке партије су успеле да очувају апсолутну власт, док је у Македонији формирана експертска влада, пошто ни опозиција ни реформисана комунистичка партија нису могли самостално да формирају власт. Нове власти у Словенији и Хрватској су излаз из "југословенске кризе" виделе у издвајању ових република из СФРЈ, па су одмах по доласку на власт почеле са изменама Устава и кампањом за независност. 
Први референдум о осамостаљивању, одржан је у Словенији 23. децембра 1990, на коме се 88% бирача изјаснило за одвајање од СФРЈ. Након Словеније, референдум о независности, одржан је у Хрватској 19. маја 1991, на коме се 94% бирача изјаснило за независност. Незадовољни својим статусом, након што им је новим Уставом Хрватске, донетим 23. децембра 1990, укинут статус конститутивног народа, Срби у Хрватској су бојкотовали референдум о независности. У складу са одлукама референдума, Скупштина Словеније и Сабор Хрватске су 25. јуна 1991. прогласили независност ових република од СФР Југославије. Савезне власти су ова проглашења независности прогласила неуставним, што је 27. јуна резултирало почетком сукоба Територијалне одбране Словеније и Југословенске народне армије, односно ратом у Словенији. Посредством Европске заједнице, овај сукоб је заустављен и 7. јула 1991. је на Брионима потписана декларација, којом је стављен тромесечни мораторијум на независност Словеније и Хрватске.
У јесен 1991, за време тромесечног мораторијума (7. јул — 7. октобар), дошло је до кулминације рата у Хрватској. Рат је започео у пролеће 1991. серијом међунационалних инцидената — у Пакрацу, на Плитвичким Језерима, у Боровом Селу и др, а кулминирао је сукобом у Вуковару, августа 1991, у који се умешала Југословенска народна армија, пошто су хрватске сепаратистичке снаге вршиле блокаду њених касарни широм Хрватске. У току Брионског мораторијума, одржан је у Македонији 8. септембра 1991. референдум о независности, на коме се 96% бирача изјаснило за одвајање од СФРЈ. Након референдума, Собрање Македоније је 18. септембра усвојило Деклерацију о прихватању референдумских резултата, којом је проглашена независност. Овим чином почео је период мирног одвајања Македоније од Југославије, у оквиру кога су се јединице Југословенске народне армије, од 14. фебруара до 26. марта 1992. повукле из ове републике.     
Истеком Брионског тромесечног мораторијума, 8. октобра 1991. Скупштина Словеније и Сабор Хрватске прекинули су све државно-правне односе са СФР Југославијом. Овим чином, дефакто је престала да постојати власт савезне државе у Словенији (у потпуности) и Хрватској (делимично, изузев области под контролом Срба). Након овога, југословенску федерацију чиниле су само три републике — Србија, Црна Гора и Босна и Херцеговина, због чега је она почела да се назива "Крња Југославија". Одвајање три републике из федерације, довело је до кризе у федералним институцијама, а пре свега у Председништву СФРЈ, Скупштини СФРЈ, Савезном извршном већу (СИВ) и савезним секретаријатима (унутрашњи и спољни послови, народна одбрана и др). Највећа криза захватила је Председништво СФРЈ, пошто је његов председник Стјепан Месић, престао да долази на седнице, а поред њега Председништво су напустили чланови из Словеније и Македоније, као и члан из Босне и Херцеговине Богић Богићевић. Иако се БиХ и даље налазила у саставу СФРЈ, Скупштина СР БиХ је 15. октобра, гласовима муслиманско-хрватске коалиције, донела одлуку о "привременом" повлачењу представника СР Босне и Херцеговине из рада савезних органа. Месића је са места председника Председништва СФРЈ, односно члана Председништва из Хрватске, опозвао Сабор Хрватске 5. децембра 1991. године. У одсуству Месића, седницама Председништва СФРЈ, које је називано "Крње Председништво", јер су га сачињавали само делегати из Србије, Црне Горе, Војводине и Косова, председавао је потпредседник Председништва Бранко Костић.
Процес напуштања савезних институција симболично је довршен оставком председника Савезног извршног већа Анте Марковића 20. децембра 1991. године. Након његове оставке, Савезним извршним већем председавао је потпредседник Александар Митровић. Одласком савезних секретара из отцепљених република, њихова места су преузимали заменици из Србије и Црне Горе. На овај начин очувана су кључна министарства — спољних послова, унутрашњих послова и народне одбране. Након оставке савезног секретара за спољне послове, Будимира Лончара 12. децембра вршилац дужности савезног секретара постао је његов заменик Миливоје Максић. Савезни секретаријат за унутрашње послове функционисао је без измена, пошто је његов секретар био Петар Грачанин из Србије. Након пензионисања генерала армије Вељка Кадијевића, 6. јануара 1992, вршилац дужности савезног секретара за народну одбрану постао је начелник Генералштаба ЈНА генерал-пуковник Благоје Аџић, али како је он пензионисан 8. маја, нови вршилац дужности постао је генерал-пуковник Живота Панић. 
Одлуке земаља Европске економске заједнице да 15. јануара 1992. признају независност Словеније и Хрватске[./Крња_Југославија_(СФРЈ)#cite_note-1 [lower-alpha 1]] створени су услови да у пролеће 1992. дође до кулминације кризе у Босни и Херцеговини. Коалиција националних станака, која је на изборима 1990. оборила комунистички режим, услед новонасталих догађаја је током 1991.  упала у кризу. Услед све веће жеље хрватских и муслиманских политичара за независношћу Босне и Херцеговине, Срби у БиХ су попут Срба у Хрватској, почели да на територијама са већинским становништвом проглашавају аутономне области, а 9. и 10. новембра 1991. одржан је референдум српског народа у БиХ на коме је изгласано успостављање самосталне српске републике, са намером останка у СФРЈ. Централна власт Босне и Херцеговине, прогласила је овај референдум неуставним и неважећим, а убрзо потом 18. новембара од стране Хрвата у БиХ проглашена је Хрватска заједница Херцег-Босна чиме је Босна и Херцеговина дејуре подељена на три дела — под контролом Срба, под контролом Хрвата и под контролом Муслимана. Срби у БиХ су 9. јануара 1992. прогласили Републику Српског народа у Босни и Херцеговини. Скупштина СР БиХ, састављена од представника муслиманског и хрватског народа, организовала је референдум о независности Босне и Херцеговине, одржан 29. фебруара и 1. марта 1991, на коме се 99% бирача изјаснило за независност од СФРЈ. Срби, као један од конститутивних народа у БиХ, овај су референдум бојкотовали. Након референдума, Европска заједница је 6. априла 1992. СР Босни и Херцеговину признала као независну државу, која је 22. маја примљена у чланство Организације уједињених нација. Убрзо по проглашењу независности, дошло је до грађанског рата у Босни и Херцеговини, који је окончан децембра 1995. потписивањем Дејтонског споразума. 
Након издвајања Босне и Херцеговине, подручје са формалном влашћу СФР Југославије, свело на Србију и Црну Гору, које су 27. априла 1992. прогласиле Савезну Републику Југославију (СРЈ). Овим чином дефакто је престала да постоји Социјалистичка Федеративна Република Југославија, али не и њене институције — Скупштина СФРЈ, Председништво СФРЈ и Савезно извршно веће, који су функционисали све до формирања Савезне скупштине СР Југославије, јуна 1992, односно избора Добрице Ћосића за председника СРЈ, 15. јуна 1992. и формирања Савезне владе на челу са Миланом Панићем, 14. јула 1992. године. Убрзо по формирању нове СР Југославије, Савет безбедности Уједињених нација јој је због оптужби за учешће у рату у Босни и Херцеговини, 30. маја 1992. увео санкције, које су предвиђале потпуни међународни економски ембарго.    
У периоду "Крње Југославије", Југословенска народна армија (ЈНА) функционисала је на читавој територији Социјалистичке Федеративне Републике Југославије као једина легална војска. Према тврдњама челника ЈНА, она се у овом временском периоду борила против сепаратистичких војних формација, а при крају трајања "Крње Југославије" започео је процес повлачења јединица ЈНА из отцепљених република на територију преосталих југословенских република Србије и Црне Горе, од које је 20. маја 1992. формирана Војска Југославије оружана силе Савезне Републике Југославије.